# Königsmarck

Stammwappen derer von Königsmarck

Königsmarck (auch Koenigsmarck und Königsmark) ist der Name eines alten altmärkischen Adelsgeschlechts, das im 17. Jahrhundert seine größte Blüte hatte.

## Geschichte
Das Geschlecht erscheint erstmals 1225 urkundlich mit Henricus de Cungermarck und 1247 mit dem Ritter Walter als Marschall der Markgrafen Johann I. und Otto III. von Brandenburg. Stammsitz war die Burg Königsmark bei Stendal. Zu den älteren Besitzungen der Familie in der Prignitz gehörten Kötzlin, Roddahn, Berlitt, Vehlin, Stüdenitz u. a. Kötzlin und Berlitt blieben bis zur Enteignung 1945 im Familienbesitz, ebenso Schloss Plaue.

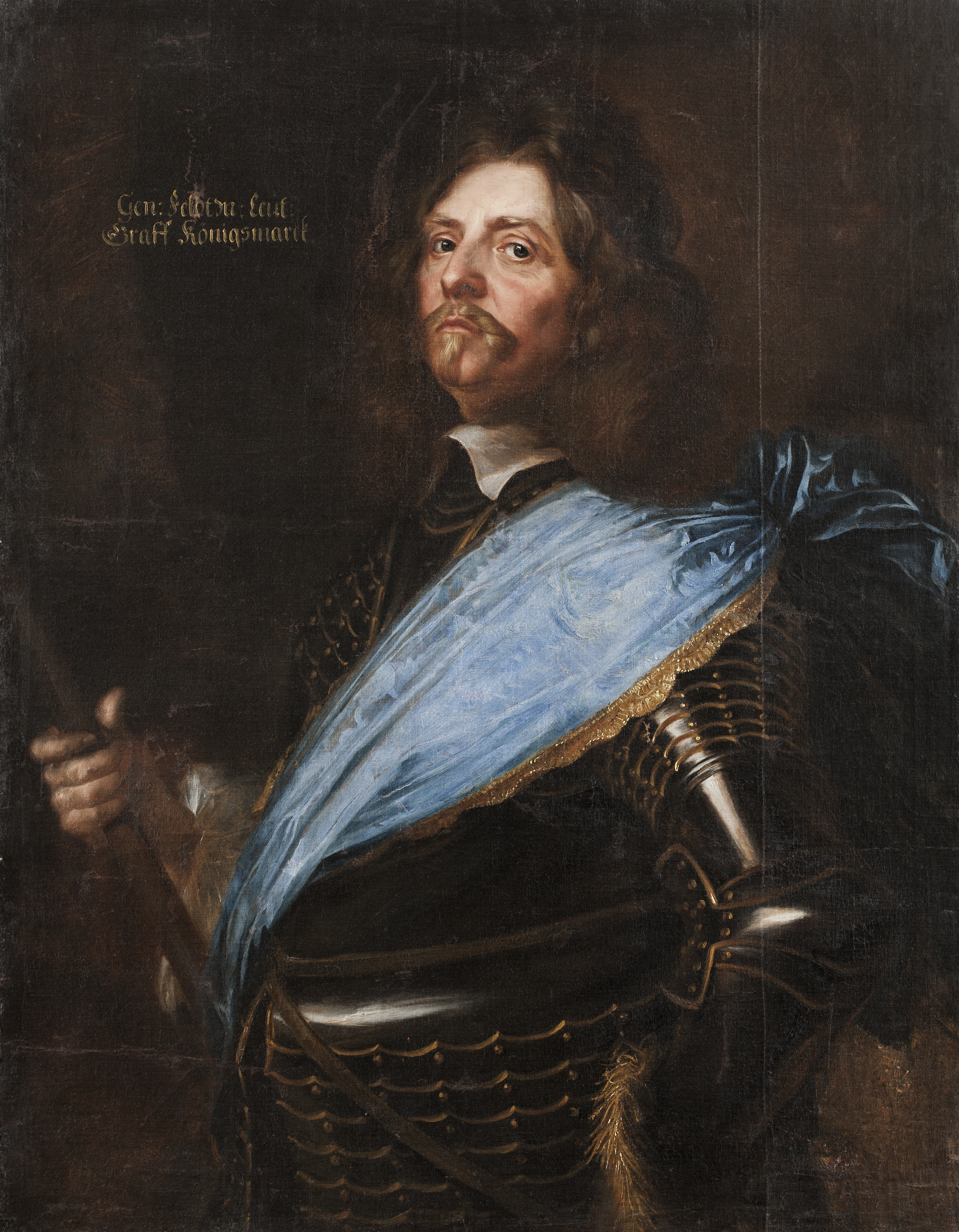
Hans Christoph von Königsmarck (1600–1663), schwedischer Feldmarschall

Der königlich schwedische Feldmarschallleutnant Hans Christoph von Königsmarck aus dem Hause Kötzlin war ein erfolgreicher Heerführer im Dreißigjährigen Krieg. Die schwedische Königin Christina erhob ihn im Jahre 1651 in den schwedischen Grafenstand. Als Generalgouverneur der schwedischen Herzogtümer Bremen-Verden mit Sitz in Stade ließ er sich im benachbarten Dorf Lieth ein kleines Schloss errichten, dem er nach seiner Gattin Agathe von Leesten den Namen Schloss Agathenburg verlieh. 1662 trat er seine Ansprüche auf die märkischen Güter an seinen Bruder Joachim Christoph von Königsmarck auf Kötzlin ab.
Seine 1662 geborene Enkelin Aurora von Königsmarck verbrachte den Großteil ihrer Kindheit in Agathenburg. Ihr Bruder Philipp Christoph von Königsmarck, Erbe des Schlosses Agathenburg, verschwand wegen seines Verhältnisses mit Sophie Dorothea von Braunschweig-Lüneburg, Ehefrau des hannoverschen Kurprinzen und späteren britischen Königs Georg I., 1694 spurlos, nachdem er tatsächlich ermordet worden war – die Königsmarck-Affäre erregte europaweit Aufsehen. Seine Schwester Aurora begab sich daher an den Hof Augusts des Starken, um Unterstützung bei der Aufklärung der Affäre zu erhalten; infolge ihrer Schönheit wurde sie zur Mätresse des Kurfürsten und 1696 zur Mutter seines Sohnes Moritz Graf von Sachsen, eines später berühmt gewordenen französischen Feldherrn und Marschalls. 1740 wurde Agathenburg an das Kurfürstentum Hannover verkauft.
Die Brüder Hans und Christoph erhielten 1708 die Bestätigung des Titels Reichsfreiherr von Königsmarck.
Am 3. März 1817 verlieh König Friedrich Wilhelm III. von Preußen dem preußischen Geheimrat, Majoratsherren auf Netzeband und Stöffin (Steffin) sowie Erblandhofmeister der Kurmark Brandenburg (30. Oktober 1802) Hans Valentin Ferdinand von Königsmarck den preußischen Grafenstand mit Beilegung des Wappens des zwischenzeitlich erloschenen Zweiges der schwedischen Grafen von Königsmarck. Seit dem 19. Januar 1854 besaß das Geschlecht das Präsentationsrecht zum Preußischen Herrenhaus.
1839 kam Schloss Plaue bei Brandenburg an der Havel an die Grafen von Königsmarck, in deren Besitz bis 1945 blieb, bei Hans Guido Graf von Königsmarck-Plaue auf Plaue, sowie Fideikommissherr auf Lehngut Netzeband, Schönberg mit Doß Krug und Stöffin.

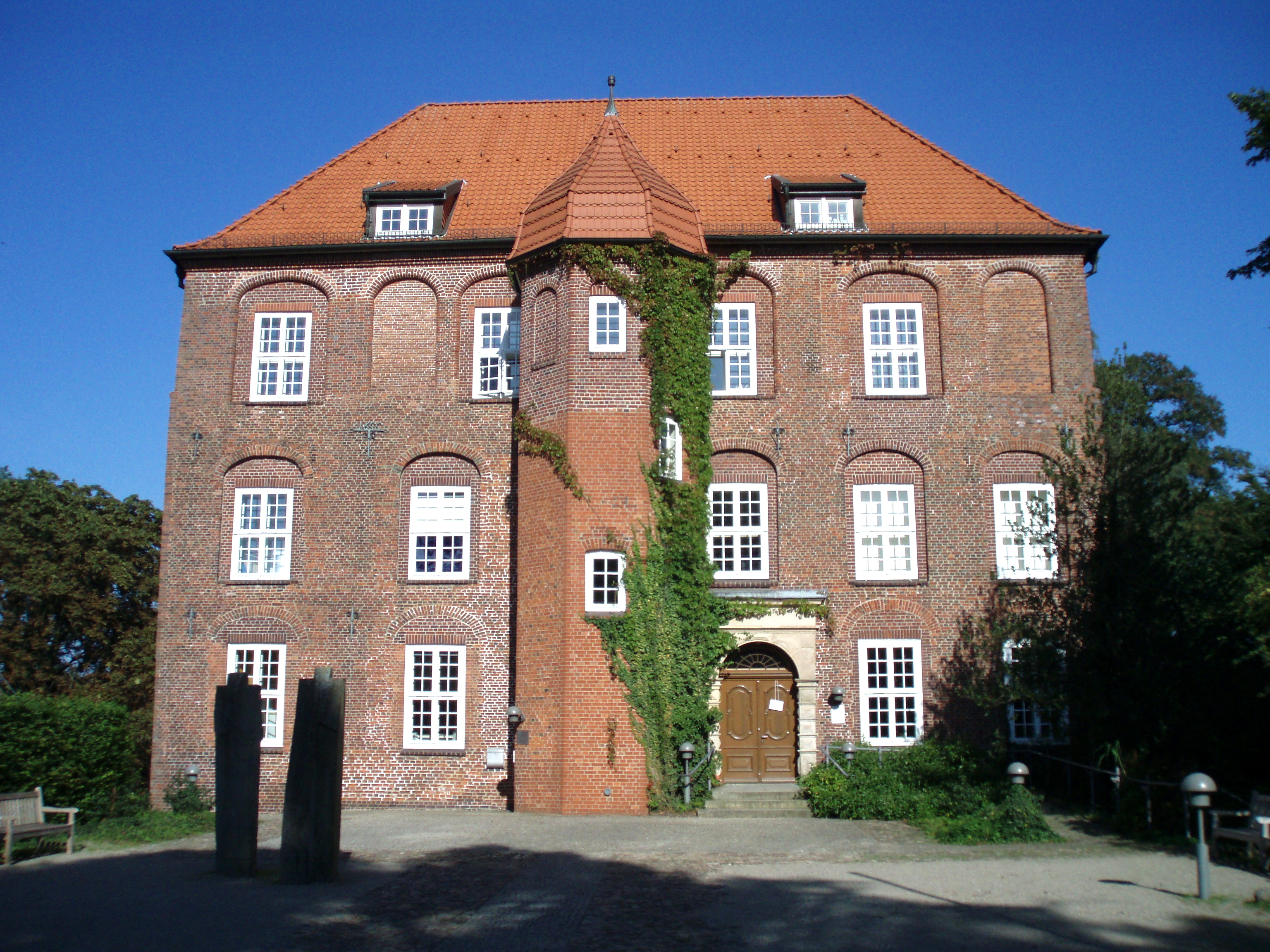
Schloss Agathenburg bei Stade
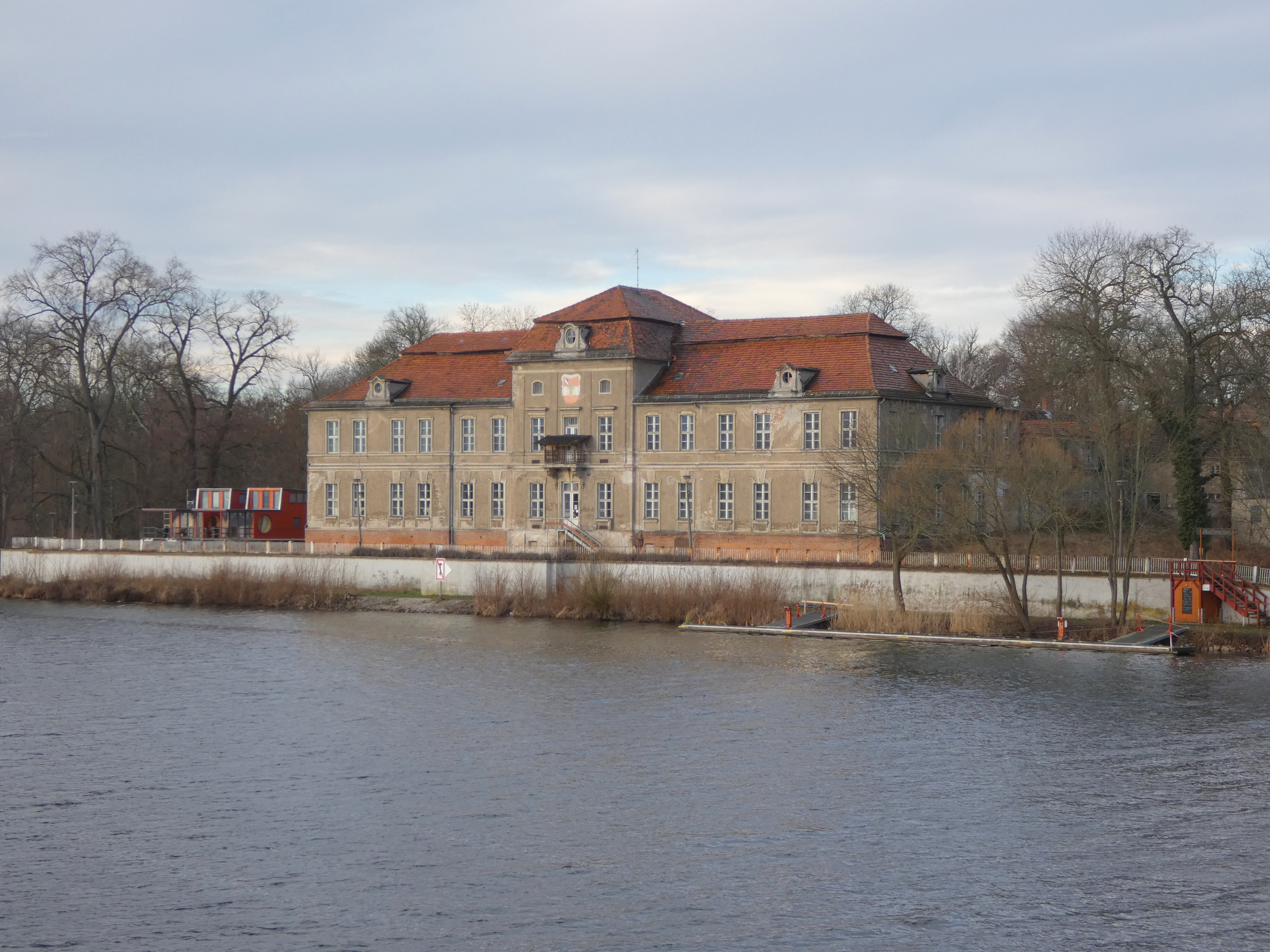
Schloss Plaue bei Brandenburg/Havel
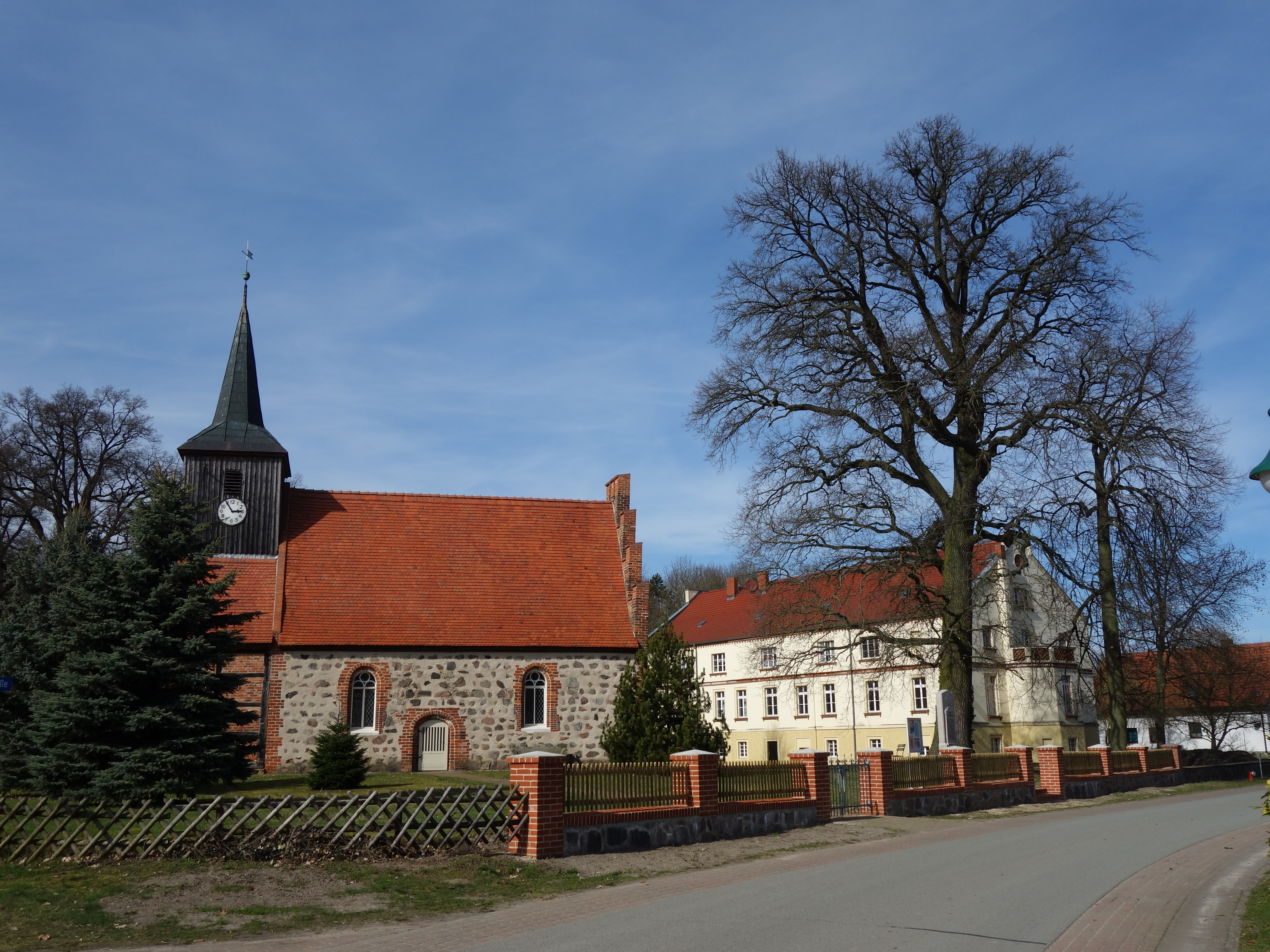
Kirche und Gutshaus in Berlitt, Prignitz
Königsmarcksches Palais, Mauerstraße 36 in Berlin, im Zustand von 1912 (verkauft an die Deutsche Bank)

## Wappen

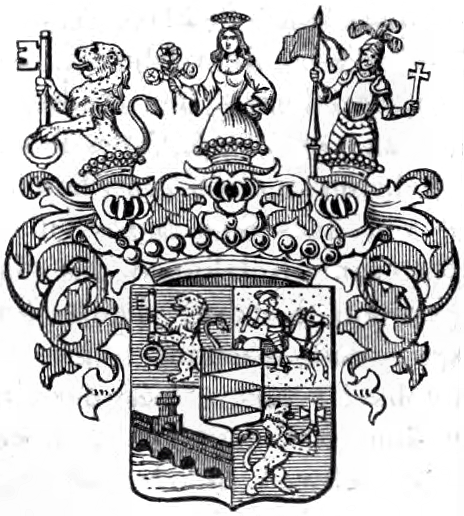
Wappen der Grafen von Königsmarck 1817

- Das Stammwappen zeigt in Silber drei aus dem rechten Rand hervorgehende rote Spitzen. Auf dem Helm mit rot-silbernen Decken wächst eine gold gekrönte, silbern gekleidete Jungfrau, in der Rechten drei silbern gefüllte Rosen an grünen Blätterstielen haltend.

Die Ähnlichkeit mit dem Wappen der ebenfalls altmärkischen Familie von Beust lässt eine Stammesverwandtschaft der beiden Geschlechter vermuten; ebenso führten eine (ausgestorbene) altmärkische Familie von Moellendorff und das Ministerialengeschlecht von Havelberg das rot-silberne Spitzenwappen (von letzteren übernahm es auch die 1304 aus Bayern eingewanderte Familie von Rohr).
- Das gräfliche Wappen von 1817 zeigt einen quadrierten Schild mit Mittelschild. Im silbernen Mittelschild drei aus dem rechten Rande quer übereinander nach links gehende rote Spitzen. I. in Blau ein goldener, rechtsgewendeter Löwe, welcher mit beiden Vorderpranken einen silbernen Schlüssel, dessen Bart nach oben und rechts gekehrt ist, aufrecht in die Höhe hält; II. in Gold ein auf silbernem Ross mit schwarzer Decke linkshin galoppierender geharnischter Reiter, welcher in der Rechten einen Kommandostab hält; III. in Silber über einem Fluss eine schrägrechts durch das Feld gezogene Bogenbrücke von rotem Mauerwerk mit einem Turm an der oberen rechten Seite; IV. in Blau ein linksgekehrter goldener Löwe, welcher in den Vorderpranken ein silbernes Passionskreuz emporhält. Über der den Schild bedeckenden Grafenkrone erheben sich drei mit gräflichen Kronen gekrönte Helme. Aus dem rechten Helm wächst der, einen Schlüssel vor sich haltende Löwe des 1. Feldes empor; aus dem mittleren Helm eine weißgekleidete, das Haupt mit einer Grafenkrone gekrönte Jungfrau mit fliegendem Haar, welche in der Rechten einen Rosenzweig mit drei Rosen hält, während sie die Linke in die Seite stemmt; aus dem linken Helm wächst ein geharnischter Ritter, dessen offener Helm mit drei Straußenfedern (rot–silbern−rot) besetzt ist, und welcher in der Rechten eine rote, nach rechts wehende Fahne, in der Linken ein silbernes Passionskreuz hält. Die Helmdecken sind rechts und links silbern und rot. — Wie beschrieben findet sich dieses Wappen nicht nur im Wappenbuch der Preussischen Monarchie, sondern auch in dem möglichst genau revidierten Mecklenburgischen Wappenbuch. Die Abbildung im Wappenbuch der durchlauchtigen Welt weicht dadurch ab, dass im silbernen Mittelschild vier quer von links nach rechts gehende rote Spitzen stehen und dass die Löwen silbern und mit dem als Feldherrn dargestellten Reiter einwärtsgestellt sind. Auch ist die Fahne des Ritters auf dem linken Helme silbern und fliegt nach links. — Nach Angabe im Genealogischen Taschenbuch der gräflichen Häuser sind Schlüssel und Passionskreuz golden und das Ross des Reiters, welcher mit einer Lanze bewaffnet ist, schwarz. – Was den Mittelschild und den Schmuck des mittleren Helmes anlangt, so beschreibt von Meding das Wappen derer von Königsmarck wie folgt: im silbernen Felde drei rote linke Spitzen. Auf dem Helm ein Wulst und über demselben eine wachsende rot bekleidete und silbern begürtete Jungfrau mit fliegendem Haar, goldener Krone und silbernem Halskragen, in der Rechten einen goldenen Pokal abwärtshaltend und die Linke in die Seite setzend. Im Siebmacher ist der Helm gekrönt und die Kleidung der Jungfrau der Länge nach von Silber und Rot geteilt.[3]

## Namensträger

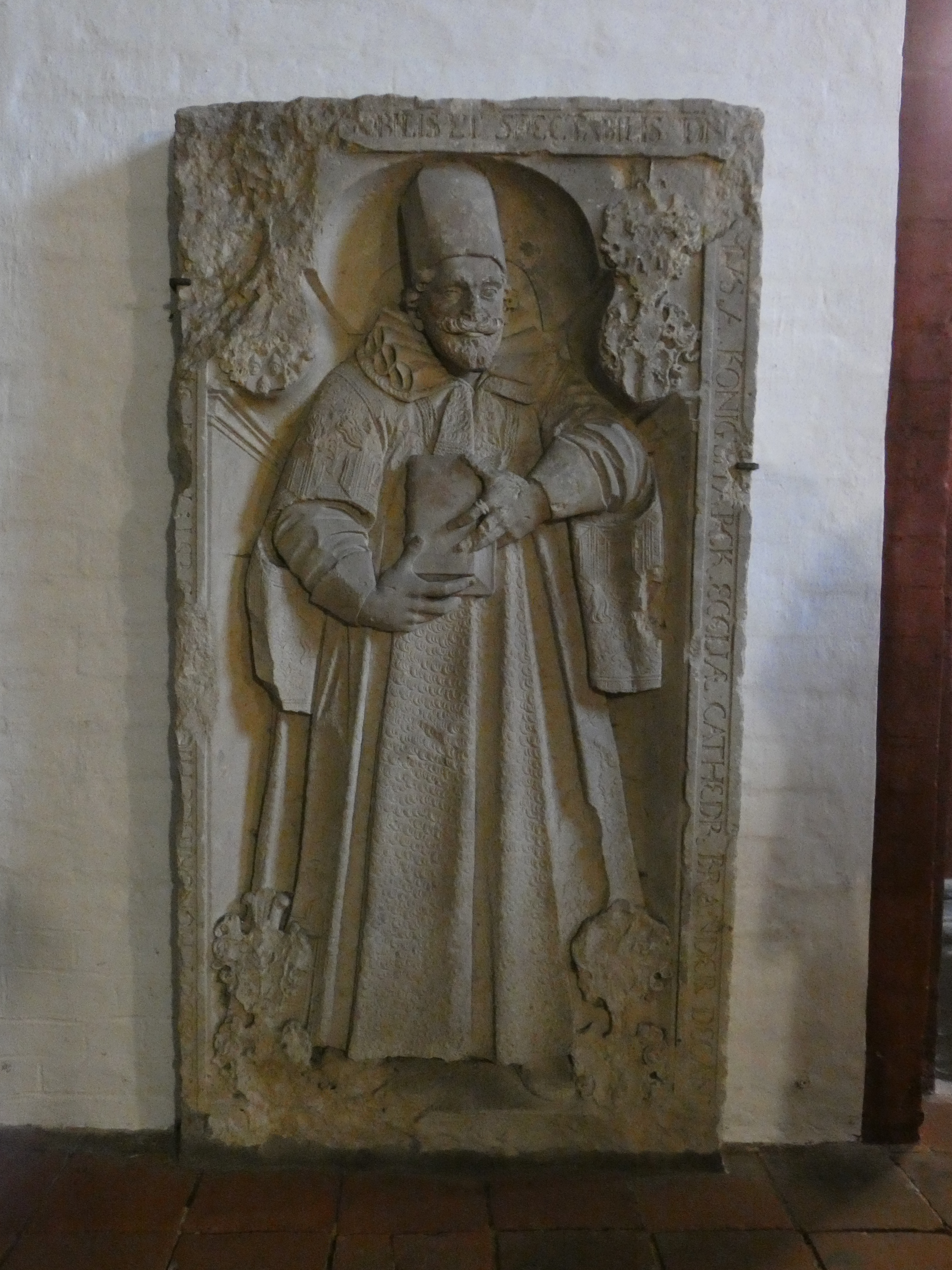
Grabplatte mit Darstellung Adam von Königsmarcks, Dom zu Brandenburg

- Adam von Königsmarck (1570–1621), Domherr und Domdechant am Dom zu Brandenburg
- Adolf von Königsmarck (1802–1875), brandenburgischer Landtagsabgeordneter und preußischer Major
- Aurora von Königsmarck (1662–1728), Mätresse und Pröpstin
- Carl von Königsmarck (1839–1910), Gutsbesitzer und Mitglied des Reichstags des Norddeutschen Bundes
- Diethard von Koenigsmarck (1923–2010), Unternehmer
- Franz von Königsmarck (um 1503–1585), Scholaster am Domstift St. Mauritius in Magdeburg
- Hans von Königsmarck (Hans Karl Albrecht Graf von Königsmarck; 1799–1876), Gutsbesitzer, Gesandter und Mitglied des Preußischen Herrenhauses
- Hans Christoph von Königsmarck (Feldmarschall) (1605–1663), deutscher Heerführer in schwedischen Diensten
- Hans Christoph von Königsmarck (1701–1779), preußischer Generalmajor
- Hans Karl von Königsmarck (1659–1686), Offizier, Malteserritter, Abenteurer
- Kurt Christoph von Königsmarck (1634–1673),  Generalleutnant
- Otto von Königsmarck (1815–1889), Oberpräsident von Posen und kurzzeitig preußischer Landwirtschaftsminister
- Otto II. von Königsmarck (1428–1501), deutscher Geistlicher; Bischof in Havelberg
- Otto Wilhelm von Königsmarck (1639–1688), Generalgouverneur von Schwedisch-Pommern; venezianischer Generalissimus
- Otto Wilhelm von Königsmarck (1840–1879), deutscher Rittergutsbesitzer und Parlamentarier
- Philipp Christoph von Königsmarck (1665–1694), Geliebter der Kurprinzessin Sophie Dorothea von Hannover
- Wilhelm Graf von Königsmarck (1841–1923), deutscher Rittergutsbesitzer, Verwaltungsbeamter und Parlamentarier

## Verwandtschaftsverhältnisse
- A1 Hans Christoph von Königsmarck (1600–1663), schwedischer Feldmarschall ⚭ Maria Agathe von Leesten, nach der das Schloss Agathenburg bei Stade benannt ist
  - B1 Hans Christoph Graf von Königsmarck,
  - B2 Kurt Christoph Graf von Königsmarck (1634–1673) ⚭ Marie Christine von Wrangel (1637–1691)
    - C1 Hans Karl Graf von Königsmarck (1659–1686), Offizier und Abenteurer
    - C2 Philipp Christoph Graf Königsmarck (1665–1694), Höfling und Geliebter der Kurprinzessin Sophie Dorothea von Hannover
    - C3 Amalie Wilhelmine von Königsmarck (1663–1740) ⚭ Carl Gustav von Löwenhaupt (1662–1703), königlich polnischer und kursächsischer Geheimer Rat; General
      - D1 Carl Emil Graf von Löwenhaupt (1691–1743), schwedischer General

    - C4 Gräfin Aurora von Königsmarck (1662–1728), Mätresse Augusts des Starken, Pröpstin des Stiftes QuedlinburgAurora von Königsmarck (1662–1728) ⚭ (Liaison 1694–1696) August der Starke, Kurfürst von Sachsen; ab 1700 Pröpstin des Stiftes Quedlinburg
      - D1 illegitim, Moritz Graf von Sachsen (1696–1750), Marschall, Feldherr ⚭ Marie Rinteau de Verrières (1730–1775)
        - E1 illegitim, Marie-Aurore de Saxe (1748–1821) ⚭ II. Louis-Claude Dupin de Francueil (1715–1780)
          - F1 Maurice Dupin de Francueil (1778–1808) ⚭ 1804 Sophie-Victoire Delaborde (1773–1837)
            - G1 George Sand, d. i. Amantine Aurore Lucile Dupin de Francueil (1804–1876), Schriftstellerin

  - B3 Beata Elisabeth von Königsmarck (1637–1724) ⚭ 1655 Pontus Fredrik de la Gardie (1630–1692)
  - B4 Otto Wilhelm Graf von Königsmarck (1639–1688) ⚭ 1682 Gräfin Catharina Charlotta de la Gardie
- A2 Joachim Christoph von Königsmarck (?–1690), auf Kötzlin usw. ⚭ Sophie von Jagow
  - B1 Joachim Siegfried von Königsmarck (1659–1715) ⚭ (I.) Judith von Platen († 1696), ⚭ Sabine von Blumenthal
    - C1 Hans Christoph von Königsmarck (1701–1779), Generalmajor, Erbherr auf Kötzlin, Roddahn, Vehlin und Bendelin, erwarb 1772 Netzeband und Stöffin ⚭ (I.) Sophia Albertine von Hacke († 1755); ⚭ (II.) Dorothea Charlotte Emilie von Saldern (1742–1813)
    - C2 Jakob Siegfried von Königsmarck (1702–1757), Oberstleutnant ⚭ Sophie v. Behr-Negendank
      - D1 Christof Siegfried von Königsmarck (1745–1778) ⚭ Albertine Friederike v. Seherr-Thoss (1754–1828)[8]
        - E1 Hans Valentin Ferdinand Graf von Königsmarck (1773–1849), auf Netzeband und Stöffin, 1803 Erbhofmeister der Kurmark, 1817 zum preußischen Grafen erhoben ⚭ Henriette von Struensee (1779–1832)
          - F1 Hans Karl Albrecht Graf von Königsmarck (1799–1876), auf Netzeband und Stöffin, Erbhofmeister der Kurmark, Mitglied des Herrenhauses ⚭ Jenny von Bülow[8]
            - G1 Hans Adolf Friedrich Wilhelm von Königsmarck (1838–1861), Leutnant im Garde-Husaren Regiment
            - G2 Karl Hans Konstantin von Königsmarck (1839–1910)[8]
            - G3 Louise Elisabet Maria von Königsmarck (1842–?)[8]

          - F2 Maria Anna Elisabeth von Königsmarck (ca. 1800–?) ⚭ Werner von Rundstedt, auf Badingen und Schönfeld[8]
          - F3 Adolph Wilhelm Hans Graf von Königsmarck (1802–1875), auf Kötzlin, Berlitt und Lenzerwische ⚭ Josefine Freiin von Miaskowska (Tochter des Freiherrn Kaspar von Miaskowski und der Gräfin Marianne von der Mark)
            - G1 Elisabeth von Königsmarck (1825–?) ⚭ Gustav Gans zu Putlitz (1821–1890), deutscher Gutsbesitzer, Schriftsteller, Theaterintendant und Politiker[8]
            - G2 Adolf Hans Joseph Graf von Königsmarck (1830–1878), auf Berlit, später auf Karnzow (gekauft 1864), Premierleutnant im Pommerschen Husaren-Regiment Nr. 5 ⚭ Elisbeth von Kleist (1841–1921)
              - H2 Friedrich Wilhelm Graf Adolf von Königsmarck (1868–1945), Herr auf Karnzow
              - H3 Walther Otto Adolf Graf von Königsmarck (1869–1915), Rittmeister

            - G3 Anna von Königsmarck (1831–?)[8]
            - G4 Hedwig von Königsmarck (1833–?)[8]

          - F4 Emilie von Königsmarck (1804–1871) ⚭ Freiherr Karl Herwarth von Bittenfeld (1798–1867), Sohn des Eberhard Herwarth von Bittenfeld[8]
          - F5 Hans Ludwig Otto Graf von Königsmarck (1815–1889), auf Chodziesen-Oberlesnitz in Westpreußen ⚭ 1839 Helene Louise Auguste von Klitzing aus dem Hause Demerthin (1815–1899)[8]
            - G1 Otto Wilhelm Graf von Königsmarck (1840–1879)[8]
            - G2 Ludwig Wilhelm Ferdinand von Königsmarck (1841–1923)[8]
            - G3 Henriette Agnes Helene von Königsmarck (1844–?)[8]
            - G4 Carl Friedrich Wolfgang von Königsmarck (1846–1873)[8]
            - G5 Adolf Wichard von Königsmarck (1852–1922)[8]
            - G6 Helene von Königsmarck (1856–1920)[8]

        - E2 Josef Jakob Ludwig von Königsmarck (1779–1837), auf Kötzlin und Berlitt